# توم هاريس (مهندس)
توم هاريس هو مهندس كندي، ولد في 1953.